# Thuận An, Bình Minh
Thuận An là một xã thuộc thị xã Bình Minh, tỉnh Vĩnh Long, Việt Nam.

## Địa lý
Xã Thuận An nằm ở phía bắc thị xã Bình Minh, có vị trí địa lý:
- Phía đông giáp huyện Tam Bình
- Phía tây và phía bắc giáp huyện Bình Tân
- Phía nam giáp các phường Cái Vồn, Đông Thuận, Thành Phước và các xã Đông Bình, Đông Thạnh.

Xã có diện tích 20,04 km², dân số năm 2012 là 16.368 người, mật độ dân số đạt 816 người/km².

## Hành chính
Xã Thuận An được chia thành 8 ấp: Thuận Nghĩa, Thuận Phú A, Thuận Phú B, Thuận Tân B, Thuận Thành, Thuận Thới, Thuận Tiến B, Thuận Tiến C.

## Lịch sử
Xã Thuận An được thành lập vào ngày 27 tháng 3 năm 1985 trên cơ sở tách một phần diện tích và dân số của xã Mỹ Thuận.
Ngày 28 tháng 12 năm 2012, Chính phủ ban hành Nghị quyết số 89/NQ-CP. Theo đó, chuyển huyện Bình Minh thành thị xã Bình Minh, đồng thời điều chỉnh 43,62 ha diện tích tự nhiên và 3.852 người của xã Thuận An về phường Cái Vồn mới thành lập.
Sau khi điều chỉnh địa giới hành chính, xã Thuận An còn lại 2.004,07 ha diện tích tự nhiên và 16.368 người.
Ngày 6 tháng 12 năm 2019, Hội đồng Nhân dân tỉnh Vĩnh Long ban hành Nghị quyết 228/NQ-HĐND về việc:
- Sáp nhập toàn bộ ấp Thuận Phú C vào ấp Thuận Phú B
- Sáp nhập toàn bộ ấp Thuận Thành B vào ấp Thuận Thành A thành ấp Thuận Thành
- Sáp nhập toàn bộ ấp Thuận Nghĩa A vào ấp Thuận Nghĩa B thành ấp Thuận Nghĩa.